# جون وينفيلد والاس
جون وينفيلد والاس هو سياسي أمريكي، ولد في 20 ديسمبر 1818 في بيفير فولز في الولايات المتحدة، وتوفي في 24 يونيو 1889 في نيو كاسل في الولايات المتحدة. نشط حزبياً في الحزب الجمهوري. وقد انتخب عضو مجلس النواب الأمريكي ‏.